# Heinz-Ludwig Schmidt
Heinz-Ludwig Schmidt (* 2. März 1920 in Berlin; † 15. August 2008) war Fußballtrainer in Berlin, darunter Bundesligatrainer von Tasmania Berlin.
Schmidt spielte aktiv in der Berliner Juniorenauswahl. Nachdem er die Trainerprüfung mit der Note 1 bestanden hatte, wurde er Trainer von Lichtenberg 47. Bereits von 1948 bis 1950 trainierte er die Tasmanen, mit denen er 1949 in die Oberliga Berlin aufstieg. Von 1951 bis 1954 trainierte er den Berliner SV 92, mit dem er 1954 Berliner Meister wurde. Von 1954 bis 1956 war er Trainer der Viktoria 89 Berlin, mit der er 1955 und 1956 Berliner Meister wurde. Gleichzeitig betreute er auch den Spandauer BC bis 1957. Von 1956 bis 1959 trainierte er den Spandauer SV und danach bis 1961 Tennis Borussia Berlin. Weitere Stationen waren Blau-Weiß 90 Berlin, erneut der Spandauer SV, der SSC Südwest 1947 und Helgoland 97.
In der Saison 1965/66 ersetzte er am 10. November 1965 den erfolglosen Franz Linken als Trainer von Tasmania 1900, stieg aber mit der Mannschaft als Tabellenletzter ab. Er trainierte die Tasmanen auch in der Regionalliga, bis er am 15. September 1967 wegen Erfolglosigkeit nach zwei Heimniederlagen gegen den BFC Südring und Hertha Zehlendorf trotz eines dazwischen liegenden 8:1-Siegs gegen den späteren Absteiger VfB Hermsdorf und eines danach folgenden 1:1 gegen den Berliner SV 92 entlassen wurde.